# تپه کت یری خارابالار
تپه کت یری خارابالار مربوط به دوره پارت - دوره ساسانیان - سدهٔ ۸–۶ ه.ق است و در شهرستان ورزقان، بخش مرکزی، دهستان ازومدل شمالی، ۴ کیلومتری غرب روستای جاجان واقع شده و این اثر در تاریخ ۲۷ اسفند ۱۳۸۷ با شمارهٔ ثبت ۲۶۴۲۸ به‌عنوان یکی از آثار ملی ایران به ثبت رسیده است.